# Skupina Evropske ljudske stranke
Za stranko glej: Evropska ljudska stranka
Skupina Evropske ljudske stranke (kratica: Skupina ELS; angleško: European People's Party Group, EPP Group) je desnosredinska politična skupina v Evropskem parlamentu, ki jo sestavljajo evropski poslanci iz strank članic Evropske ljudske stranke (ELS). Včasih vključuje neodvisne evropske poslance in/ali poslance nepovezanih nacionalnih strank. Skupino ELS sestavljajo politiki krščansko-demokratične, konservativne in liberalno-konservativne usmeritve.
Evropska ljudska stranka je bila uradno ustanovljena kot evropska politična stranka leta 1976, vendar pa skupina Evropske ljudske stranke v Evropskem parlamentu v takšni ali drugačni obliki obstaja od junija 1953, od skupne skupščine Evropske skupnosti za premog in jeklo, zaradi česar je ena najstarejših političnih skupin na evropski ravni. Od leta 1999 je največja politična skupina v Evropskem parlamentu.

## Vodstvo skupine
Skupino Evropske ljudske stranke vodi kolektiv (imenovan vodstvo), ki razdeli naloge. Vodstvo sestavljajo vodja skupine in največ deset namestnikov, vključno z blagajnikom. Vsakodnevno vodenje skupine ELS izvaja njen sekretariat v Evropskem parlamentu, ki ga vodi generalni sekretar. Skupina vodi svoj možganski center, European Ideas Network, ki združuje oblikovalce javnega mnenja iz vse Evrope, da bi z desnosredinskega vidika razpravljali o vprašanjih, s katerimi se sooča Evropska unija. 
Trenutno vodstvo skupine sestavljajo:
| Ime                   | Funkcija  | Sklic  |
| --------------------- | --------- | ------ |
| Manfred Weber         | vodja     | [ 9 ]  |
| Arnaud Danjean        | namestnik | [ 10 ] |
| Esther de Lange       | namestnik | [ 10 ] |
| Esteban González Pons | namestnik | [ 10 ] |
| Sandra Kalniete       | namestnik | [ 10 ] |
| Andrey Kovatchev      | namestnik | [ 10 ] |
| Vangelis Meimarakis   | namestnik | [ 10 ] |
| Siegfried Mureşan     | namestnik | [ 10 ] |
| Jan Olbrycht          | namestnik | [ 10 ] |
| Paulo Rangel          | namestnik | [ 10 ] |

## Člani iz Slovenije

#### 2024–2029
- Branko Grims, SDS
- Zala Tomašič, SDS
- Romana Tomc, SDS
- Matej Tonin, NSi
- Milan Zver, SDS

#### 2019–2024
- Franc Bogovič, SLS
- Ljudmila Novak, NSi
- Romana Tomc, SDS
- Milan Zver, SDS

#### 2014–2019
- Milan Zver, SDS
- Romana Tomc, SDS
- Patricija Šulin, SDS
- Lojze Peterle, NSi
- Franc Bogovič, SLS

#### 2009–2014
- Romana Jordan Cizelj, SDS
- Milan Zver, SDS
- Zofija Mazej Kukovič, SDS
- Lojze Peterle, NSi

#### 2004–2009
- Mihael Brejc, SDS
- Romana Jordan Cizelj, SDS
- Ljudmila Novak, NSi
- Lojze Peterle, NSi